# Juge des référés en France
Il existe deux types de juges des référés en France : ceux de l'ordre judiciaire, et ceux de l'ordre administratif.

## Ordre judiciaire
Dans l'ordre judiciaire, le juge des référés est par défaut le président d'une juridiction : 
- Président du tribunal judiciaire ou un magistrat délégué ;
- Président du tribunal paritaire des baux ruraux ;
- Premier président de la cour d'appel ou un magistrat délégué.

On peut donc parler d'une forme de juridiction présidentielle.
Par exception, le référé prud'homal a une procédure spécifique, collégiale. 
Le référé est défini par le code de procédure civile, aux articles 808, 848, 872, 893 et 956 ainsi que par le code du travail en son article R. 516-30.

## Ordre administratif
Dans l'ordre administratif :
- Président de la section du contentieux du Conseil d'État
- Conseillers d’État désignés à cet effet.
- Présidents des cours administratives d'appel
- Présidents des tribunaux administratifs
- Magistrats désignés par eux à cet effet et qui doivent avoir une ancienneté minimale de 2 ans et au moins le grade de Premier conseiller

## Source
- Gérard Cornu, Vocabulaire juridique, PUF, Paris, 2005, broché, 992 p.  (ISBN 2-13-055097-5)